# Mått med tecken
Mått med tecken är ett begrepp inom matematiken som generaliserar mått genom att tillåta att det antar negativa värden. 

## Definition
Den exakta definitionen av mått med tecken varierar beroende på om man tillåter oändliga värden eller inte. För att undvika förvirring kommer denna artikeln att skilja på dem genom att kalla dem för utvidgade mått med tecken respektive ändliga mått med tecken. 
Givet en mängd {\displaystyle X} och en sigma-algebra {\displaystyle {\mathcal {F}}} över denna mängd, kallas en funktion från {\displaystyle {\mathcal {F}}} med värdemängd i {\displaystyle [-\infty ,\infty ]} (se utökade reella tallinjen) för ett utvidgat mått med tecken om 
- Tomma mängden har måttet noll:

{\displaystyle \mu (\varnothing )=0;}
- Uppräkneligt additivitet eller σ-additivitet: om {\displaystyle A_{1}\,}, {\displaystyle A_{2}\,},  {\displaystyle A_{3}\,}, ... är en uppräknelig följd av parvis disjunkta mängder i {\displaystyle {\mathcal {F}}}, så gäller

{\displaystyle \mu \left(\bigcup _{i=1}^{\infty }A_{i}\right)=\sum _{i=1}^{\infty }\mu (A_{i}).}
Summan i uttrycket för {\displaystyle \sigma }-additivitet måste konvergera absolut eftersom uttrycket på vänstersidan är oberoende av ordningen på mängderna. Ett utvidgat mått med tecken kan också anta högst ett av värdena {\displaystyle -\infty } och {\displaystyle \infty } eftersom uttrycket {\displaystyle \infty -\infty } inte är definierat.  
Ett ändligt mått med tecken definieras på samma sätt förutom att vi inte tillåter oändliga värden, varken positiva eller negativa. Varje ändligt mått med tecken är ett komplext mått. 

## Egenskaper
Det visar sig att varje utvidgat mått med tecken kan skrivas som differensen av två (positiva) mått, varav minst ett är ändligt. Detta följer av satser som beskrivs nedan. 
Hahns uppdelningssats säger att givet ett utvidgat mått med tecken {\displaystyle \mu }  så finns det två mätbara mängder P och N sådana att: 
1. P∪N = X och  P∩N = ∅;
2. μ(E) ≥ 0 för varje mätbar mängd Esådan att E ⊆ P ;
3. μ(E) ≤ 0 för varje mätbar mängd E sådan att E ⊆ N .

Denna uppdelning är dessutom unik, bortsett från att man kan lägga till nollmängder till P om man samtidigt drar ifrån från N och tvärtom.
Betrakta de två positiva måtten 
{\displaystyle \mu ^{+}(E)=\mu (P\cap E)}
and
{\displaystyle \mu ^{-}(E)=-\mu (N\cap E)}
för alla mätbara E. {\displaystyle \mu ^{+}} och {\displaystyle \mu ^{-}} är två positiva mängder visar det sig och högst en av dem antar oändliga värden. Vidare gäller det att {\displaystyle \mu (E)=\mu ^{+}(E)-\mu ^{-}(E)} för alla mätbara mängder E. 
Måttet {\displaystyle |\mu |=\mu ^{+}+\mu ^{-}} kallas variationen av {\displaystyle \mu }. Det maximala värdet av {\displaystyle |\mu |(X)} kallas för den totala variationen av {\displaystyle \mu }. Denna uppdelning av {\displaystyle \mu } i en differens av två positiva mått visar sig vara unik och beror alltså inte på vilka mängder P och N man valde i Hahn-uppdelningen. 

## Rummet av ändliga mått med tecken
Summan av två ändliga mått med tecken på samma sigma-algebra, {\displaystyle \mu } och {\displaystyle \nu }, definieras på det naturliga sättet
{\displaystyle (\mu +\nu )(E)=\mu (E)+\nu (E).}
Vidare definierar man multiplikationen med ett reellt tal på uppenbart vis. Då bildar mängden av ändliga mått med tecken ett vektorrum. Vidare kan man definiera normen av {\displaystyle \mu } som den totala variationen av {\displaystyle \mu } och då blir rummet av ändliga mått med tecken ett Banachrum. 